# Gabriel-Sébastien François
Gabriel-Sébastien François est un religieux et homme politique français né le 31 octobre 1733 à Condeau (Orne) et décédé le 15 juillet 1813 à Alençon (Orne).
Curé de Le Mage, il est député du clergé aux états généraux de 1789 pour le bailliage du Perche. Il vote le plus souvent avec la droite.

## Sources
- « Gabriel-Sébastien François », dans Adolphe Robert et Gaston Cougny, Dictionnaire des parlementaires français, Edgar Bourloton, 1889-1891 [détail de l’édition]